# 王宗沐
王宗沐（1523年—1592年），字新甫，號敬所，浙江臨海縣城關人。明代学者、政治人物。嘉靖甲辰进士，累官刑部侍郎。

## 生平
秦鸣夏对其器重，嘉靖十八年（1539年）以女妻之。嘉靖十九年（1540年），王宗沐府、县考试，均获第一。嘉靖二十二年（1543年）舉癸卯科浙江鄉試第三名舉人。嘉靖二十三年（1544年）聯捷秦鸣雷榜進士，授刑部主事，與李攀龍、王世貞有往來。嘉靖二十七年（1548），升署刑部员外郎。
嘉靖二十九年（1550年）二月辛亥，遷廣西按察僉事，整修宣成書院，建崇迪堂。嘉靖三十三年（1554年），任廣東參議。嘉靖三十五年（1556年），任江西提學副使，整修白鹿洞書院，親自講學。嘉靖四十年（1561年），升山西右布政使。隆庆元年（1567年）撰成《宋元資治通鑑》，时人称“其事核，其旨该质”。
隆庆五年，给事中李贵和请开胶莱河，宗沐認為“其功难成，不足济运”，建议利用海运。隆庆六年（1572年）三月，运米十二万石自淮入海，五月抵天津。南京户科给事中张焕上疏云：“比闻人言啧啧，咸谓海运八舟，米三千二百石，忽遭风漂没，渺无影响。宗沐盖预计有此，令人赉银三万两籴补。”此事查无证据，最後不了了之。
萬曆元年（1573年）二月间，徐、淮、扬等地区数遭水灾，宗沐等人上疏“俱先以蠲免赈济为请”。萬曆二年（1574年）進《漕运指掌图》，疏云：“漕运如此之多，如此之难。歛之于民，则列省百姓之膏脂，输之于官，则六军万卫之命脉”。萬曆三年（1575年），任刑部左侍郎。因未完成公务而被罚俸。萬曆四年（1576）一月，兼右佥都御史，阅视宣、大。萬曆九年罷官。晚年家居十年，构建畸园以自适，又游婺州三洞、杭州西湖等名胜。萬曆二十一年（1593年）卒。墓在县南二十里处。

## 著作
著有《宋元資治通鑑》、《十八史略》、《台州府志》等，以史学成就最大，《宋元资治通鉴》是为代表作。

## 家族
先祖世居会稽。曾祖王缵。祖父王逸卿，医官。父王训。母鄭氏。重庆下。
长子王士崧，次子王士琦，三子王士昌，皆进士。孫子王立程，萬曆十九年辛卯舉人。
王宗沐家族鼎盛一时，号“父子四进士，一门三巡抚”。如今紫阳街南段有两条小巷，一名三抚基，一名十伞巷，即为纪念王宗沐父子三任巡抚，受十顶万民伞的功绩。